# Tour de Battenkill
El Tour de Battenkill es una carrera ciclista estadounidense que se desarrolla en el Condado de Washington, Estado de Nueva York, en el mes de abril.
Como varias carreras de Estados Unidos, es un festival de ciclismo en el que se disputan pruebas femeninas y masculinas desde junior hasta élite así como también pruebas de Mountain Bike.
La carrera masculina sin limitación de edad, creada en el 2005, siempre ha sido puntuable para el USA Cycling National Racing Calendar. Además formó parte del calendario UCI America Tour en 2010 y también en 2012, dentro de la categoría 1.2. Además desde 2012 también forma parte del USA Cycling National Racing Calendar.
El recorrido tiene como punto de partida y llegada la ciudad de Cambridge, realizándose un gran circuito carretero de 100 km durante el cual se hacen pasajes por las ciudades de Salem y Geenwich. Cuenta con varios tramos sin pavimentar y al desarrollarse durante la primavera y por lo general con lluvia, en sus inicios fue llamada Battenkill-Roubaix en honor a la París-Roubaix, ya que por estas características tiene cierta similitud con la clásica francesa.

## Palmarés
En amarillo: edición amateur.
| Año  | Ganador           | Segundo             | Tercero          |
| ---- | ----------------- | ------------------- | ---------------- |
| 2010 | Caleb Fairly      | Floyd Landis        | Jay Thomson      |
| 2011 | Brett Tivers      | Jesse Anthony       | Brendan Housler  |
| 2012 | Francisco Mancebo | Jesse Anthony       | Jeremy Vennell   |
| 2013 | Adam Farabaugh    | Simon Lambert-Lemay | Cameron Cogburn  |
| 2014 | Scott Zwizanski   | Timothy Mitchell    | Eneas Freyre     |
| 2015 | Bryan Lewis       | Brendan Housler     | Timothy Mitchell |
| 2016 | Curtis White      | Pier-André Côté     | Nicolas Ducharme |
| 2017 | No se disputó     |                     |                  |
| 2018 | Stefan Zavislan   | Drew Kogon          | Francis Juneau   |

## Palmarés por países
| País           | Victorias |
| -------------- | --------- |
| Estados Unidos | 6         |
| Nueva Zelanda  | 1         |
| España         | 1         |